# Bắc Giang (sông Trung Quốc)

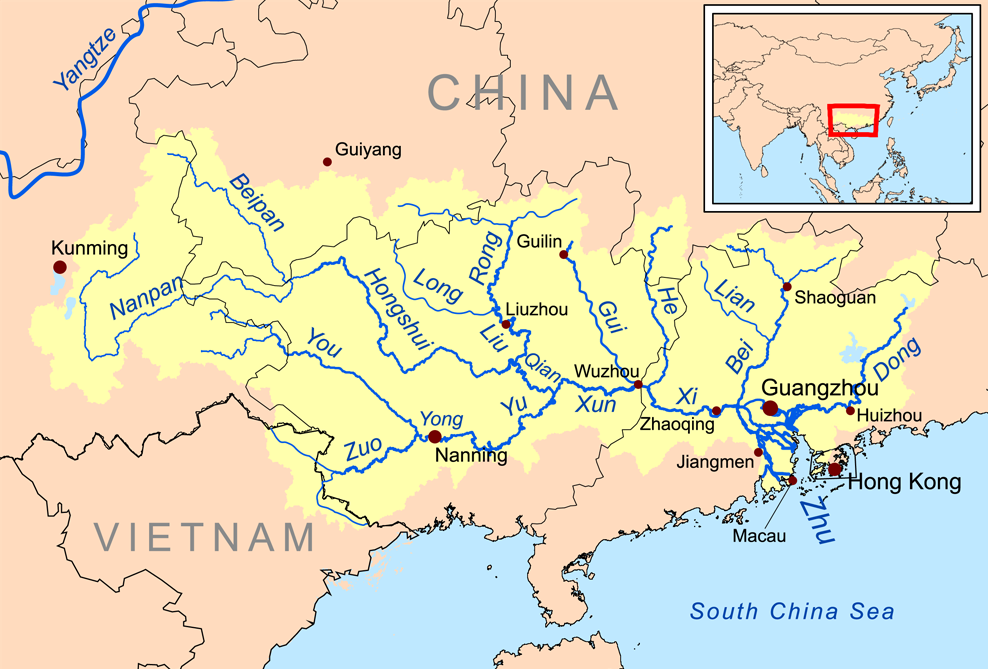
Hệ thống sông Châu Giang. Bắc Giang tại đây ghi là Bei.

Bắc Giang (北江;, bính âm: Běi Jiāng) là một chi lưu phía bắc của sông Châu Giang ở phía nam Trung Quốc. Hai chi lưu khác của Châu Giang là Tây Giang và Đông Giang.
Bắc Giang dài 468 km và nằm ở phía bắc tỉnh Quảng Đông.